# Abeillia abeillei
Il colibrì mentosmeraldo (Abeillia abeillei (Lesson & Delattre, 1839)) è un uccello della famiglia Trochilidae. È l'unica specie nota del genere Abeillia Bonaparte, 1850.

## Descrizione
È un colibrì di piccola taglia, lungo circa 7 cm, con un peso di 2,7 g.

## Biologia
Si nutre del nettare di diverse specie di angiosperme (Rubiaceae, Verbenaceae, Onagraceae) e anche di piccoli insetti.

## Distribuzione e habitat
La specie ha un areale centroamericano che comprende la parte meridionale del Messico, Guatemala, El Salvador, Honduras e Nicaragua.